# Новогиреево (район Москвы)
Новогире́ево — район в Восточном административном округе города Москвы и одноимённое внутригородское муниципальное образование.
Район Новогиреево занимает территорию в 445,29 га. Население — 99 348 чел. (2024). Площадь жилого фонда на 1 января 2010 года составила 1704 тыс. м².
Адрес управы: Зелёный проспект, дом 20. Глава управы — Чернов Дмитрий Владимирович.

## История
В древние времена нынешняя территория района представляла собой незаселённые, болотистые, поросшие лесом земли. Потом здесь возникли несколько деревенек: Гиреево, Тетёрки.
Деревня Гиреево

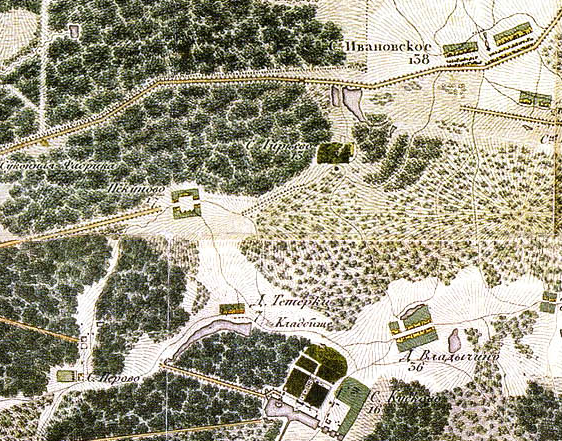
Территория района на карте 1818 года

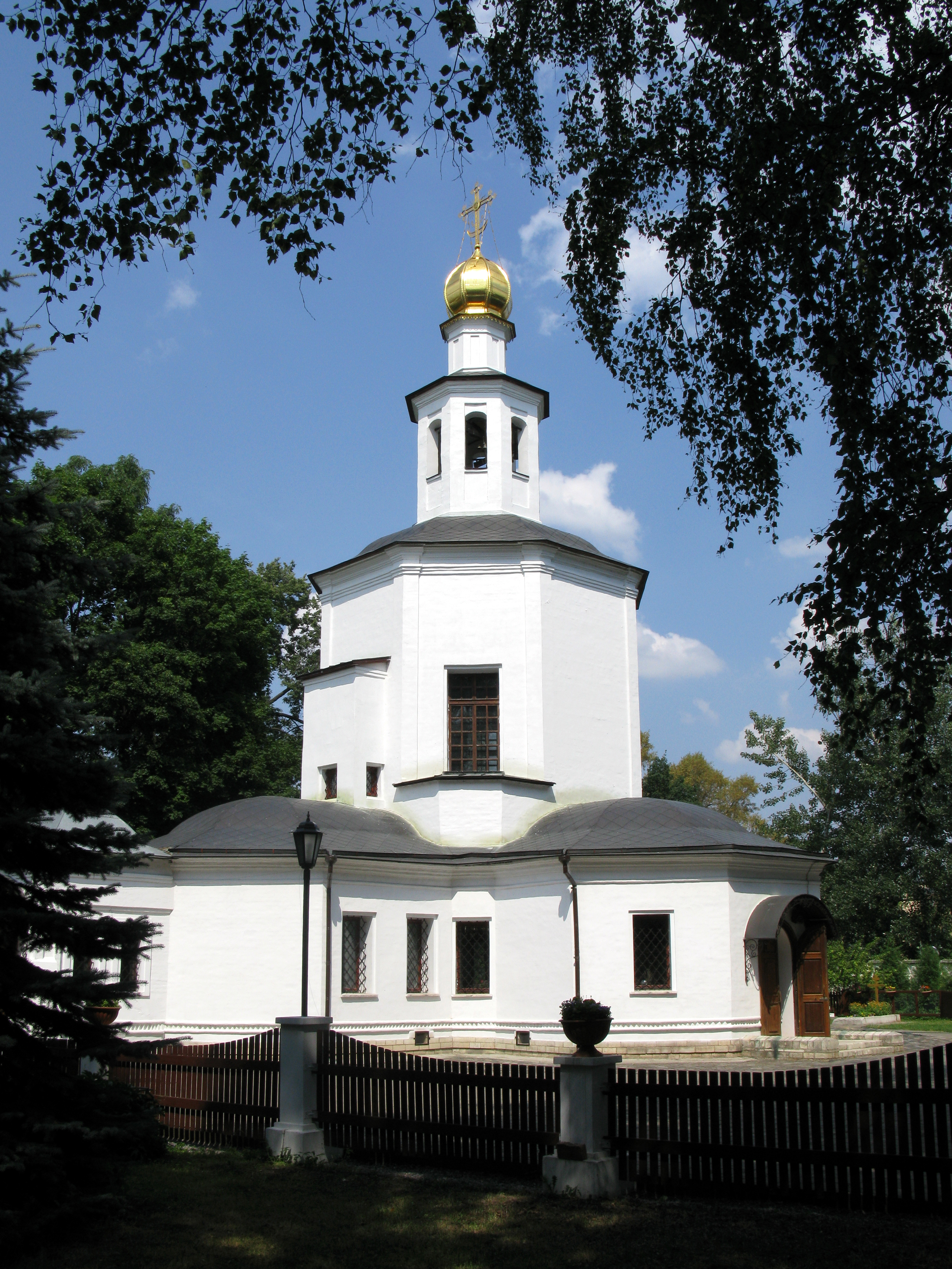
Церковь Спаса Нерукотворного образа в Гирееве, 2010 г.

Деревня (позднее — сельцо) Гиреево известна с XVI века (первоначально называлась Губино, но в конце XVI в. возникло новое название — Гиреево); она попеременно принадлежала Губиным, Шереметевым и Голицыным.
В 1714—1718 годы в усадьбе князя Ивана Голицына, брата известного боярина Бориса Голицына, была построена каменная церковь Спаса Нерукотворного образа. Изначально причт содержался за счет выделенной церковной земли и сенных покосов, а в XIX веке храм лишился своего причта и стал числиться приписным к соседней церкви Рождества Иоанна Предтечи в селе Ивановском.
С 1852 года владельцами усадьбы Гиреево (Старое Гиреево) стали Торлецкие (иногда ошибочно пишут Терлецкие или в других источниках Тарлецкие). Семья владела усадьбой до Октябрьской революции 1917 года. Владельцами являлись: коммерции советник Александр Логинович Торлецкий (ок. 1795 — ок. 1865), жена Елена Григорьевна Торлецкая (1890), Е. В. Торлецкая, с 1911 года — Иван Александрович Торлецкий (1860—19??).
Посёлок Новогиреево

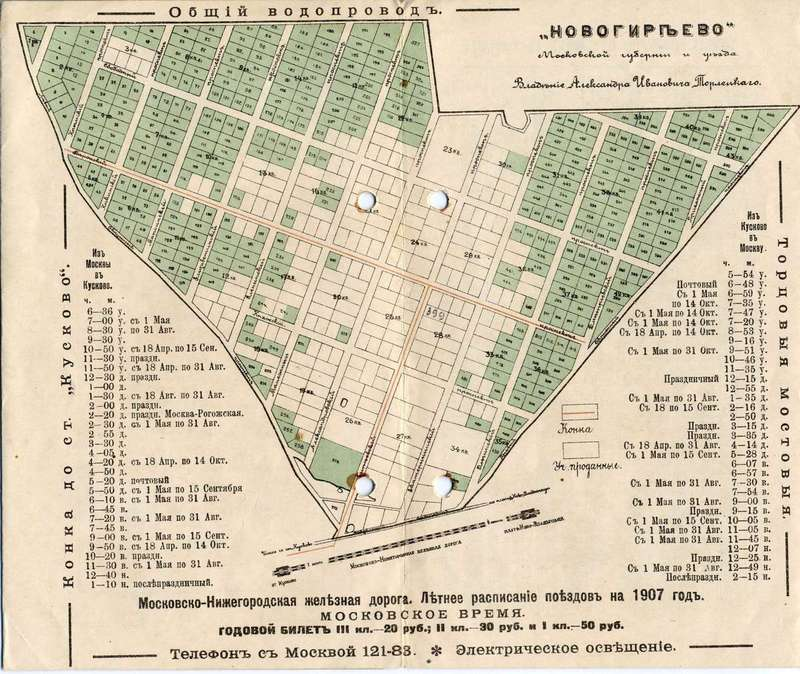
План дачного посёлка Новогиреево 1907 года

В начале XX века достаточно молодой ещё в то время человек — Александр Иванович Торлецкий (род. ок. 1885, внук Александра Александровича Торлецкого, 1828 — ок. 1898 и правнук Александра Логиновича Торлецкого), получил ранее незаселённый участок и, используя близость к Москве, обустроил его под дачный посёлок. Располагался посёлок южнее деревни Гиреево — на территории, ныне ограниченной полотном Московско-Нижегородской железной дороги на юге, Новогиреевской улицей на западе, а на востоке граница несколько не доходила до улицы Молостовых.
Строительные работы были проведены в кратчайший срок. Принадлежавшую А. И. Торлецкому землю разделили на участки и сдали под застройку. Проложили сетку улиц, названных проспектами — Думским, Зелёным, Баронским, Еленинским, Екатерининским и т. д.
Общество провело водопровод в каждый дом, электрическое освещение, устроило свою телефонную станцию, почту, телеграф, сберегательную кассу, обеспечило охрану. Издали несколько брошюр, например «Описание единственного благоустроенного подмосковного посёлка Новогиреево при собственной платформе» (первое печатное упоминание названия «Новогиреево»), и за первый же год распродали почти половину всех участков.
Была пробурена артезианская скважина и построена водонапорная башня с электрическими часами, оборудована дизельная электростанция, которая находилась на углу Союзного проспекта (в те годы — Баронский проспект) и 6-го проспекта Новогиреева (Александровский проспект). Рядом с водокачкой по 6-му проспекту находилось пожарное депо, откуда при пожаре выезжала линейка с бочками воды и пожарной командой.
Это был первый распланированный и благоустроенный посёлок под Москвой. В 1908 году была специально сооружена платформа «Новогиреево» Горьковской железной дороги в 20 минутах езды на поезде от Москвы. Платформа находилась у Гиреевского проспекта (позже 5-й проспект).
Одной из главных достопримечательностей посёлка стала конная железная дорога, проложенная от платформы к центру посёлка — уникальное явление для дачных поселений того времени. От железнодорожной платформы можно было проехать на конке по Гиреевскому (5 проспекту) и Баронскому проспекту (ныне Союзный).
В составе Москвы
В состав города Москва деревня Гиреево и посёлок Новогиреево вошли в 1960 году и стали быстро терять прежний сельский облик. Посёлок и деревню снесли в 1965—1970 годах, на его месте заново построили современный жилой массив, унаследовавший имя «Новогиреево» и сетку улиц, образованную проспектами Новогиреева. Эта территория входила сначала в состав Калининского района Москвы (1960—1969), а затем — Перовского района (1969—1991).
После 1991 года
В 1991 году старое разделение на районы было отменено, были образованы административные округа, в том числе Восточный административный округ и в его составе временный муниципальный округ «Новогиреево», с 1995 года получивший статус района Москвы Новогиреево. 102 отделение милиции стало ОВД «Новогиреево».

## Территория и границы

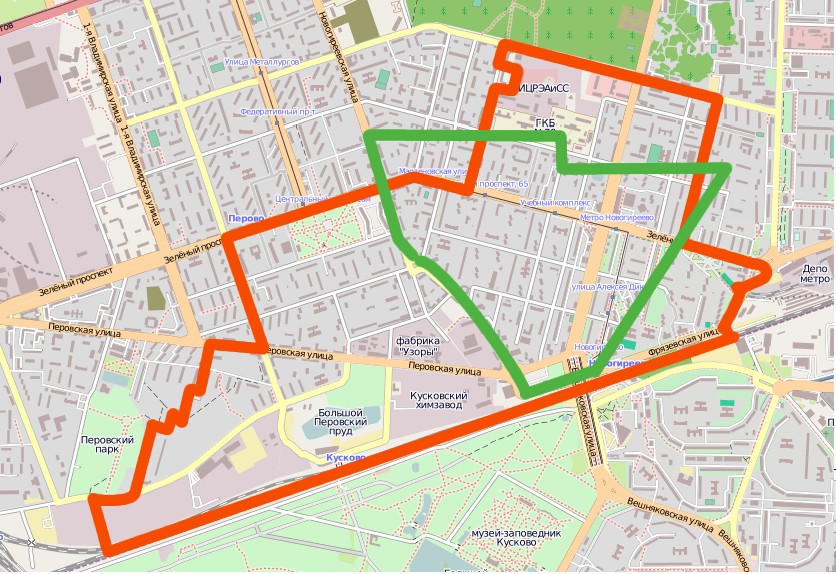
Границы района Новогиреево (оранжевый) и границы посёлка Новогиреево по плану 1907 года (зелёный)

Граница района Новогиреево проходит по:
оси полосы отвода Нижегородского направления МЖД, далее по западной границе домовладения № 10 по Кусковской ул., осям: Кусковской ул. и Коренной ул., по оси внутриквартального проезда между домовладениями № 40, к. 4 по Перовской ул. и № 19, к. 2 по Кусковской ул., оси внутриквартального проезда до домовладения № 23, к. 5 по Кусковской ул., границам между детскими садами и школой, домовладениями № 44, к. 2 и № 46, к. 2 по Перовской ул. и № 44, к. 1 и № 46, к. 1 по Перовской ул., по границе между территориями КНС и домовладения № 48 по Перовской ул., осям: Перовской ул. и 2-й Владимирской ул., Зелёного проспекта, бывшего 9-го проспекта, ул. Металлургов (исключая домовладение № 62 по ул. Металлургов), Напольного пр., бывшего 1-го проспект, Зелёного проспекта, Фрязевской ул., восточной границе домовладения № 6 по Фрязевской ул. до Нижегородского направления МЖД.
Таким образом, район Новогиреево граничит на юге по железной дороге с районом Вешняки, на востоке и севере — с районом Ивановское, на западе — с районом Перово.

## Население
| 2002    | 2010    | 2011    | 2012    | 2013    | 2014     | 2015    |
| ------- | ------- | ------- | ------- | ------- | -------- | ------- |
| 95 183  | ↘94 562 | ↗94 735 | ↗95 169 | ↗95 862 | ↗96 513  | ↗96 627 |
| 2016    | 2017    | 2018    | 2019    | 2020    | 2021     | 2023    |
| ↗97 306 | ↗97 428 | ↗98 382 | ↗98 415 | ↗98 634 | ↗100 386 | ↘99 961 |
| 2024    |         |         |         |         |          |         |
| ↘99 348 |         |         |         |         |          |         |

### Национальный состав
По итогам переписи населения 2020 года проживали следующие национальности (национальности менее 0,1 % и другое, см. в сноске к строке «Другие»):
| Национальность | Численность, чел. | Доля     |
| -------------- | ----------------- | -------- |
| Русские        | 75 429            | 75,14 %  |
| Татары         | 654               | 0,65 %   |
| Армяне         | 456               | 0,45 %   |
| Узбеки         | 426               | 0,42 %   |
| Украинцы       | 421               | 0,42 %   |
| Таджики        | 359               | 0,36 %   |
| Азербайджанцы  | 229               | 0,23 %   |
| Евреи          | 226               | 0,23 %   |
| Киргизы        | 215               | 0,21 %   |
| Белорусы       | 140               | 0,14 %   |
| Грузины        | 133               | 0,13 %   |
| Другие         | 21 698            | 21,62 %  |
| Итого          | 100 386           | 100,00 % |

## Названия улиц района
Прежние и нынешние названия улиц района Новогиреево:
- Присяжный проспект — 1-й проспект
- Дмитровский проспект — 2-й проспект
- Ольгинский проспект — 3-й проспект
- Екатерининский проспект — 4-й проспект — ныне Свободный проспект
- Гиреевский проспект — 5-й проспект
- Александровский проспект — 6-й проспект
- Манежный проспект — 7-й проспект
- Еленинский проспект — 8-й проспект
- Елизаветинский проспект — 9-й проспект
- Мариинский проспект — 10-й проспект — ныне часть Мартеновской улицы к северу от Зелёного проспекта
- Левоокружной проспект — ныне часть Мартеновской улицы к югу от Зелёного проспекта
- Никитинский проспект — 11-й проспект
- Крымский проспект — 12-й проспект
- Новый проспект — Садовая улица[источник не указан 4990 дней] — упразднена
- Думский проспект — ныне Федеративный проспект
- Свободный проспект — ныне Зелёный проспект
- Баронский проспект — ныне Союзный проспект
- Княжеский проспект — Интернациональный проспект — ныне улица Алексея Дикого
- Вокзальная улица, Линейная улица — Фрязевская улица

## Социальная сфера
Образование
- Детская школа искусств № 1 имени Н. А. Римского-Корсакова.
- Московский финансовый колледж
- Железнодорожный колледж № 52

Здравоохранение
На Федеративном проспекте находится Городская клиническая больница № 70 со своим родильным домом и церковью.
Культура
В ноябре 2009 года после ремонта было открыто муниципальное учреждение «Центр досуга и спорта Новогиреево» (ул. Мартеновская, д. 30). На тот момент в центре работало 17 кружков, студий и секций.
У станции метро «Новогиреево» находится кинотеатр «Киргизия» киносети «Каро Фильм», реконструированный в 2003 году. В 2018 году старое здание было снесено.  Было построено новое здание кинотеатра с магазинами и кафе, а рядом обустроено новое общественное пространство.
На Мартеновской улице расположен кинотеатр «Берёзка», который с марта 2006 года был закрыт на капитальный ремонт; хотя в августе 2009 г. глава управы обещал, что реконструкцию кинотеатра закончат к концу года, на конец 2010 года он был всё ещё закрыт. 26 апреля 2013 года кинотеатр «Берёзка» открылся.
В конце Перовской улицы находится Московский драматический театр на Перовской. Театр работает с 1 ноября 1987 года.
На Свободном проспекте расположен ПКиО «Терлецкая Дубрава».
Религия
- Храм Спаса Нерукотворного Образа в Перово (Гиреево) (Адрес: 111558, г. Москва, Свободный проспект, дом 4-а, стр. 1)[36]
- Церковь Феодора Ушакова в Новогиреево (Адрес: г. Москва, ул. Перовская, 64)[37]
- Часовня Двенадцати Целителей при городской клинической больнице № 70 (Адрес: г. Москва, Федеративный просп., 17 (по внутреннему делению больницы: корп. 12))[38]

Спорт
На Федеративном проспекте находится ледовый дворец «Вымпел». Зимой под руководством директора ледового дворца В. Н. Шабанова заливается качественный бесплатный каток, который привлекает не только жителей района. Есть Детская школа спортивного ориентирования «Ориента». На Фрязевской улице имеется бассейн «Олимпия». На улице Новотетёрки находится учебно-спортивный центр «Перово» московской городской организации РОСТО (региональная структура РОСТО).
СМИ
Управой района издаётся районная общественно-политическая газета «Мой район — Новогиреево». Выходит ежемесячно.

## Парки и скверы
В районе Новогиреево располагаются два небольших парка — парк на Зелёном проспекте и Зелёный парк, зона отдыха у пруда на Федеративном проспекте, два сквера — «Русские узоры» и Перовский сквер, а также прогулочная территория при Музее русского лубка и наивного искусства — Арт-Наив-Парк.
«Парк на Зелёном проспекте (7,5 га) появился в Новогирееве в начале 1970-х годов во время развернувшейся активной застройки района. Располагается неподалёку от восточного вестибюля станции метро Перово» (была открыта в 1979 году — после создания парка). Также имеет другие «народные» названия — Афганский парк, Афганский сквер, связанные с установленным в парке в 1992 году памятником воинам-москвичам, погибшим в Афганской войне. Памятник был выполнен по модели скульптора-авангардиста Вадима Сидура и называется «Оставшимся без погребения» (второе неофициальное название «Скорбящие матери»). В 2006 году рядом со скульптурой была открыта стена памяти со списком погибших в Афгане солдат-москвичей. Парк имеет чёткую прямоугольную форму и геометрическую планировку. В парке располагаются две детские площадки, зона с тренажёрами и спортивными снарядами, площадка для выгула собак. Особенность парка — горка, которая имеет смонтированную наверху площадку и две оборудованные под спуск трассы (зимой используются для катания на санях, «ватрушках»). С 2012 года остаётся неразрешимым конфликт, связанный с перепланировкой сквера и строительством на его территории православного храма.
Зелёный парк — народный парк на пересечении улицы Фрязевская и Зелёного проспекта. Имеет вытянутую треугольную форму. В зелёной зоне располагаются детские игровые зоны, площадка для выгула собак, спортивное пространство (площадка для командных игр с трибунами, воркаут).
«Русские узоры» — небольшой сквер на пересечении улиц Новогиреевская и Полимерная. В 2019 году был полностью реконструирован. Концепцию разработал Институт градостроительного и системного проектирования. На территории сквера располагаются детские площадки и зоны для спокойного отдыха. По периметру установлены лавочки, есть велодорожка. Одна из детских площадок инклюзивная — адаптирована для детей с ограниченными возможностями. Благоустройство проводилось в рамках программы создания комфортной городской среды «Мой район».
Перовский сквер (6,9 га) — парк на пересечении Перовской и Кусковской улиц. В советские годы до 1970-х территория была занята частными домами посёлка при Кусковском химзаводе. В конце 1970-х гг. дома были снесены, был разбит парк, высажены деревья. На окраине парка, близ проходной химзавода, был установлен мемориал работникам Кусковского химзавода, участвовавшим в Великой Отечественной войне. В январе 2012 года был снесён находившийся близ парка Кусковский химзавод. В 2013 году решением правительства Москвы из территории парка в его центральной части был выделен участок 0,21 Га и передан РПЦ для размещения храмового комплекса. В начале 2014 года началось строительство деревянного храма Феодора Ушакова в Новогирееве. В 2016 году жителями района было инициировано благоустройство парка, который долгое время находился без надлежащего ухода. Концепцию обновления парка на базе уже существующей природной зоны вокруг Большого Перовского пруда разрабатывал Институт комплексного развития территорий , работы проводились в 2017 году. Природный рельеф территории был сохранён, в сквере обновили инфраструктуру, у пруда поставили беседку, а вдоль дорожек — навигацию. В 2018 году на территории храмового комплекса РПЦ началось строительство кирпичного храма Владимира Равноапостольного.
Территория у пруда на Федеративном проспекте — прогулочная зона у водоема по адресу Федеративный проспект, владение 36. Пруд имеет неофициальное название — Кошачий. Водоём существовал на нынешнем месте с 1960-х годов. В 2010-х годах при строительстве в непосредственной близости многоэтажного дома пруд временно осушался, после чего был снова наполнен. Несколько лет после этого территория у пруда была местом стихийной автомобильной парковки. Имеет четкую круглую форму. В 2019 году территория вокруг пруда была благоустроена по программе создания комфортной городской среды «Мой район»: вблизи водоёма появилась парковая зона, удобные спуски к воде, развлекательная инфраструктура (детские, спортивные площадки).
Арт-Наив-Парк — развлекательно-образовательное пространство на территории Музея русского лубка и наивного искусства (с 2018 года Музейно-выставочный центр «Дача»). Представляет собой культурный мини-кластер, где проводятся экспозиции, мастер-классы и другие публичные мероприятия. Был открыт в 2014 году. На территории парка располагаются несколько арт-объектов: павильон «Конка» в виде запряжённого парой железных лошадей вагона, дизайнерские скамейки, инфостенды. Вход на территорию парка во время работы музея свободный.

## Власть
Управа

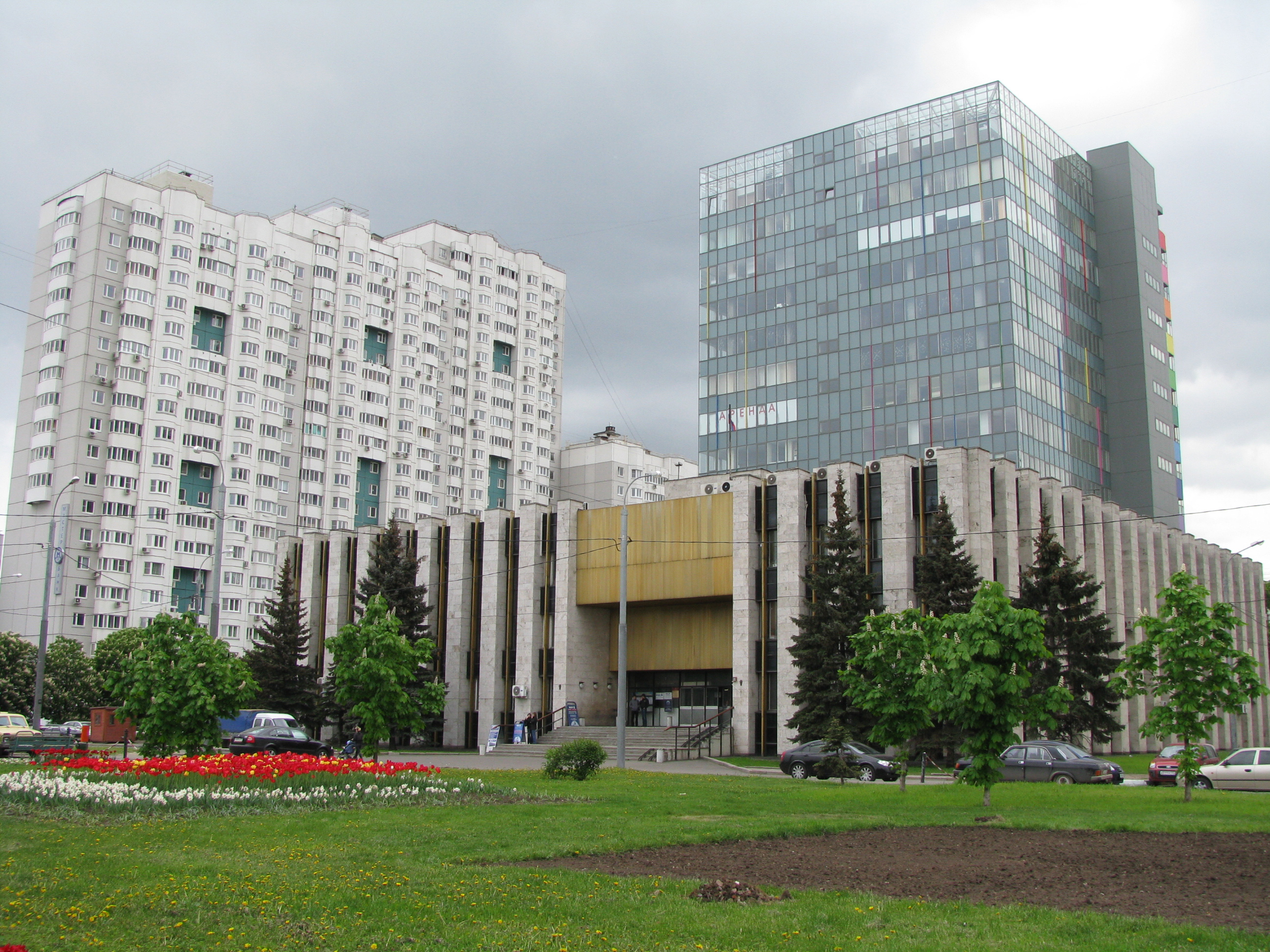
Здание управы районов Новогиреево Перово, 2008 г.

Управа района является территориальным органом исполнительной власти, подведомственным Правительству Москвы. Руководство, координацию и контроль за деятельностью управы осуществляет префект Восточного административного округа В. А. Тимофеев.
С 29 марта 2022 года главой управы района Новогиреево является Дмитрий Владимирович Чернов. До него в разные годы эту должность занимали Александр Павлович Хрулёв, Валерий Геннадьевич Мешков, Сергей Александрович Прилепо, Сергей Александрович Корнеев и Николай Александрович Большаков.
Адрес управы: Зелёный проспект, дом 20.
Муниципальное собрание
Муниципальное Собрание является представительным органом района. Оно состоит из депутатов, избираемых на муниципальных выборах жителями района. По результатам выборов 2008 года в Муниципальное Собрание района Новогиреево вошли 12 человек. Из них 8 были выдвинуты политической партией Единая Россия, 1 КПРФ и 3 самовыдвиженцев..
Депутат Московской городской думы
На выборах депутатов Московской городской думы 1 созыва (1993 год) и 2 созыва (1995 год) района Новогиреево входил в избирательный округ № 16. Депутатами избирались:
- в 1993 году Виктор Кругляков[52].
- в 1997 году Сергей Локтионов[53][54].

На выборах депутатов Московской городской думы 3 созыва (2001 год) одна часть района Новогиреево входила в избирательный округ № 15, другая — в № 16. Были избраны: избирательный округ № 15 — Вера Степаненко, избирательный округ № 16 — Сергей Локтионов.
С 2005 года на выборах депутатов Московской городской думы район Новогиреево полностью вошёл в одномандатный избирательный округ № 7. Депутат Московской городской думы от округа с 2001 года по настоящее время (3, 4 и 5 созывы) — Вера Степаненко.

## Экономика
Промышленность
Большая часть крупных предприятий Новогиреево расположена в южной части района близ железнодорожной ветки Горьковского направления МЖД.

## Транспорт

### Железнодорожный транспорт
На границе с районом Вешняки находится станция «Кусково» и пассажирская платформа «Новогиреево» Горьковского направления МЖД Московской железной дороги.

### Метрополитен
На пересечении Свободного и Зелёного проспектов находится станция метро «Новогиреево», до недавнего времени являвшаяся конечной станцией Калининской линии метрополитена (в августе 2012 года линия была продлена до станции «Новокосино»). На улице Сталеваров находится электродепо «Новогиреево».

### Трамвай
По 3-й Владимирской улице, Зелёному проспекту и 3-му проспекту Новогиреева проходит трамвайная линия, пролегающая до конечной станции «Платформа Новогиреево». По линии следуют два трамвайных маршрута (36 и 37).

### Автобус
По району проходят множество автобусных маршрутов, в том числе до городов: Реутов, Железнодорожный, Балашиха, Электроугли и т. д.

## Военные структуры
В северной части района на Свободном проспекте, дом 4, находится ФГУП «18-й центральный научно-исследовательский институт» Министерства обороны Российской Федерации (Войсковая часть № 11135).
Свободный проспект, д. 2. Войсковая часть № 3747 ВВ МВД РФ.

## Упоминания
- Новогиреевская улица появилась в 1966 году в городе Реутов.